# Paul Ryan (politikus)
Paul Davis Ryan (Janesville, 1970. január 29. –) amerikai politikus, az Egyesült Államok Képviselőházának 54. elnöke. A Republikánus Párt tagjaként Wisconsin állam 1. számú kongresszusi választókörzetének képviselője 1999 óta.

## Politikai pályafutása

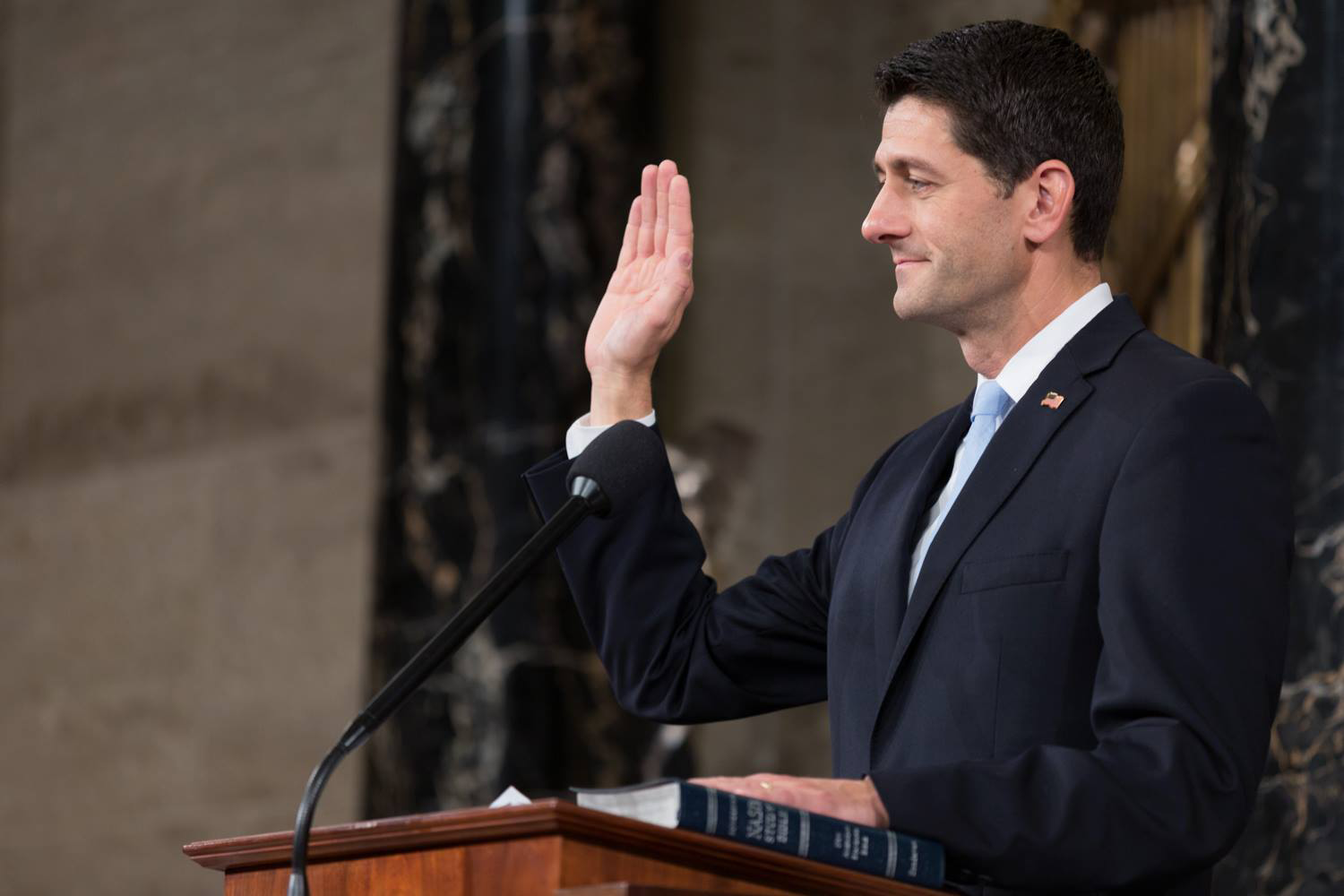
Paul Ryan leteszi az esküt 2015. október 29-én

2015. szeptember 25-én John Boehner a 114. kongresszus képviselőházának elnöke bejelentette, hogy október 30-i hatállyal lemond házelnöki és képviselői mandátumáról. Lemondásának indoka a Republikánus Párt jobb szárnyával való konfliktusai voltak. A képviselőház utódját, Paul Ryant, aki korábban alelnökjelölt is volt, 2016. október 29-én választotta meg. Esküjét, a legidősebb képviselő az 1929-ben született John Conyers (Michigan 13.), aki egyben a legrégebben, 1965 óta tagja a testületnek előtt tette le, így megválasztása után rögtön megkezdte képviselőházi elnöki munkakörét.
| Jelölt        | Jelölt        | Jelölt        | Szavazat | %     |
| ------------- | ------------- | ------------- | -------- | ----- |
| \|            |               | √ Paul Ryan   | 236      | 54,3% |
|               |               | Nancy Pelosi  | 184      | 42,3% |
|               |               | Dan Webster   | 9        | 2,0%  |
|               |               | Colin Powell  | 1        | 0,2%  |
|               |               | Jim Cooper    | 1        | 0,2%  |
|               |               | John Lewis    | 1        | 0,2%  |
| Összes        | Összes        | Összes        | 432      |       |
| Nem szavazott | Nem szavazott | Nem szavazott | 3        |       |

## Külső hivatkozások
- Visszavonul a legcinikusabb amerikai politikus – 24.hu, 2018. április 29.